# Martinkovec
Martinkovec falu Horvátországban, Varasd megyében. Közigazgatásilag Varasdfürdőhöz tartozik.

## Fekvése
Varasdtól 12 km-re délkeletre, községközpontjától 2 km-re északra a hegyek között fekszik.

## Története
1857-ben 36, 1910-ben 96 lakosa volt. 
1920-ig  Varasd vármegye Novi Marofi járásához tartozott, majd a Szerb-Horvát Királyság része lett. 2001-ben a falunak 30 háza és 70 lakosa volt.

## Külső hivatkozások
- Varasdfürdő hivatalos oldala